# Mirika
Mirika (lat. Myrica) je rod grmova i drveća iz porodice Myricaceae ili voskovki. Danas je u nju uključeno svega dvije vrste, dok su ostale priključene rodu Morella. Generičko ime potječe od grčke riječi μυρικη (myrike), što znači »miris«. 
Rod mirika (vrste M. gale i M. hartwegii) raširen je po djelovima Europe i Sjeverne Amerike, dok M. dentulata raste na Madagaskaru.

## Vrste
1. Myrica gale L., 1793, »slatki gale«, »močvarna mirta«
2. Myrica hartwegii S. Watson, 1875